# Sven Stillman
Sven Laurent Stillman, född 26 mars 1704 i Söderhamn, död 11 februari 1767, var en svensk jurist.
Stillman blev auskultant i Svea hovrätt 1728, amanuens i fiskalskontoret 1730, förde presidium i en kunglig kommission och förrättade åtskilliga domarsysslor i Norrland 1732, blev vice borgmästare i Söderhamns stad 1733 och borgmästare där efter Israel Arnells död senare samma år. Han förrättade häradshövdingetjänsten i Gästrikland 1735 och 1736, var ledamot av en kommission i Gävle 1736, förestod borgmästarsysslan i Hudiksvall halva 1737 och förde protokollet i borgarståndet vid riksdagen 1738. Han lämnade borgmästarbefattningen 1739, då han utnämndes till vikarierande häradshövding i Hälsingland och blev 1744 ordinarie häradshövding. Han var ledamot vid en riddarsyn 1749, blev adjungerad ledamot i Svea hovrätt 1754, assessor 1756, var ledamot i en riddarsyn 1757, blev hovrättsråd 1759 och erhöll avsked med ackord 1763. 
Stillman var gift med Anna Emerentia Grevesmöhlen (1713–1784); dotter till hovrättsrådet Johan Engelbrecht Grevesmöhlen och Johanna Adelgunda Frick.